# Magic Alex
Magic Alex (eigentlich griechisch Αλέξανδρος-Ιωάννης «Αλέξης» Μάρδας Alexandros-Ioannis „Alexis“ Mardas, englisch John Alexis Mardas; * 5. Mai 1942 in Athen, Griechenland; † 13. Januar 2017 ebenda) war ein griechischer Elektrotechniker, der zum engeren Umfeld der britischen Band The Beatles gehörte, wo er unter anderem als Abteilungsleiter von Apple Electronics tätig war. Seinen Spitznamen „Magic Alex“ verdankte er John Lennon, der von dessen technischen Kenntnissen anfangs sehr begeistert war.

## Leben und Wirken

### London
Alexis Mardas galt in seiner griechischen Heimat als technisches Wunderkind. Mit 21 Jahren verließ Alexis Mardas Griechenland, um nach London zu ziehen. In der gerade erwachenden Hauptstadt der Popmusik lief der Elektrotechniker dem gleichaltrigen Brian Jones über den Weg. Der Gitarrist engagierte den technisch versierten Alexis für einige Liveshows seiner Band The Rolling Stones. Mardas, der sich jetzt Alex nannte, sollte die Lightshow auf die Musik abstimmen. Im Dunstkreis der Rolling Stones traf Mardas den Galeristen John Dunbar, der die Indica Gallery betrieb, eine Kunstgalerie mit angeschlossenem Buchladen. In der Galerie gingen auch die Beatles ein und aus; Paul McCartney war sogar finanziell an dem Projekt beteiligt. Als Mardas in der Indica Gallery seine technischen Spielereien ausstellte und vorführte, lernte er John Lennon kennen. Besonders hatte es Lennon die von Alex konzipierte Nothing Box angetan, die für 25 Pfund Sterling zu haben war. In einer Anzeige wurde die Box so beworben: „Diese Box blinkt und das ist auch schon alles. Sie können sie nicht ausschalten, außer Sie nehmen eine Axt zu Hilfe. Die acht Leuchtdioden blinken ohne erkennbare Reihenfolge ein Jahr lang. Dann ist die Box tot wie eine Makrele und kann nicht mehr repariert werden.“ Lennon erwarb eine Nothing Box, um sich von ihr auf seinen LSD-Trips stimulieren zu lassen. Fortan gehörte Alexis Mardas als „Magic Alex“ zur Gefolgschaft der Beatles.

### Mit den Beatles
Als die Beatles aus einer Laune heraus beschlossen, eine griechische Urlaubsinsel zu kaufen, führte Magic Alex die Verhandlungen. Während die Beatles ihren Film Magical Mystery Tour im Jahr 1967 drehten, unterhielt Magic Alex die Busbesatzung mit Volksweisen. Als die Beatles den Maharishi Mahesh Yogi in Indien besuchten, saß Magic Alex mit im Flugzeug. Und als die Beatles ihre Multimedia-Unternehmung Apple Corps gründeten, wurde Magic Alex 1968 Abteilungsleiter von Apple Electronics. Die Beatles richteten ihm eine Werkstatt am Boston Place, Marylebone Station, ein.